# Аналитичен език
Аналитичен език е език, в който огромно мнозинство от морфемите са свободни и се считат за напълно самостоятелни и смислени „думи“. За разлика от това в един синтетичен език една дума може да е съставена от слепени една за друга или слети в една морфеми, които обозначават нейния синтактичен смисъл.

## Отличителни белези
Аналитичните езици често изразяват абстрактни идеи чрез самостоятелни думи, докато синтетичните са склонни да използват предлози/следлози, афикси и вътрешни изменения на корените на думите със същата цел.
Аналитичните езици имат по-строги и по-сложни синтактични правила. След като думите не са морфологично белязани, което да покаже ролята им в изречението, словоредът много често е от голямо значение. Например в китайския и английския чрез словореда се определя кой е подлогът и кой допълнението на изречението. Английският също така използва словореда, за образуване на въпроси, а китайският - за да покаже определеност (докато английският използва „the“ и „a“), ролята на наречията (дали са описателни или контрастивни) и т.н.
Аналитичните езици се осланят изключително силно на контекста и други прагматични съображения при тълкуването на изречения, тъй като те не дават толкова много информация, колкото синтетичните езици, от гледна точка на сългасуване и препратки между различните части на изречението.
Китайският (от цялото многообразие) е може би най-добре познатият аналитичен език. Например:
| 我 | 所有   | 的           | 朋友       | 都     | 要    | 吃   | 鸡   | 蛋      |
| wǒ | suǒyǒu | de           | péngyou    | dōu    | yào   | chī  | jī   | dàn     |
| Аз | всички | притежателно | приятел(и) | всички | искат | ядат | пиле | яйце(а) |

Както се вижда, всяка сричка (или понякога две) съответства само на едно понятие, освен това също може да се види, че две думи (所有 и 都) си сътрудничат, за да образуват понятието „всички“, което дава представа за синтактичните правила, които управляват граматиките на такива езици. Сравнявайки китайския и българския, се вижда че въпреки че българскят се смята за относително аналитичен език, той съдържа доста синтетични особености: определителният член за множествено число -те е наставка в притежателното местоимение „моите“, множествено число се образува чрез окончанието -и или -а, глаголите „искат“ и „ядат“ съдържат освен корените си иска и яд окончанието -ат, което носи повече от едно значение, а именно трето лице, множествено число, сегашно време.
Извън Китай югоизточна Азия е дом на много аналитични езици като тайския и виетнамския.
Когато те се сравнят с един синтетичен език като например немския, разликата става ясна:
| der Mann                                          | der Mann       | die Männer                             | die Männer     |
| der                                               | Mann           | die                                    | Männer         |
| опр. член, мъжки род, именителен падеж, ед. число | мъж, ед. число | опр. член, именителен падеж, мн. число | мъж, мн. число |

Морфемата „der“ съответства едновременно на четири отделни понятия, а „die“ на три (немският не различава род в множествено число), но правилата, отнасящи се до „der“ и „die“ по този начин, са доста деспотични и правят морфемите синтетични по природа. И „der“ и „die“ служат също и за определителен член за женски род, единствено число. Освен това думата „Männer" отговаря на две понятия и се отличава от „Mann" чрез окончанието за множествено число /-er/ и чрез прегласа на „a" в „ä", който съществува в много множествени съществителни в немския. Така образуването на множествено число при немските съществителни се извършва по прост, обусловен от правила, синтетичен образец.
Като резултат на това немският може да се каже, че лежи между аглунативната и фузионалната област на спектъра на лингвистичната типология
Българският е единственият аналитичен славянски език (характеристика, която е придобил от балканския езиков съюз). Това позволява да се изучи процеса. В началото падежите започнали да смесват звукове, което предизвикало различаването между формите да се забрави. Предполага се, че старите отношения, които се изразявали чрез склонени думи, първо са били изместени от конструкции с предлози. Ако след предлога е имало склонена дума, е оставало много малко думата да загуби падежа си, защото падежите след предлози се намират в така нареченото неустойчиво положение, т.е. замяната на падежа с друг след предлога не влияе толкова много на значението, колкото смяната на падежа на дума без предлог (тъй като самите предлози съвсем ясно разграничават значенията).
Местоименията винаги са склонни да запазват падежите си по-дълго от съществителните, но се срещат следните често допускани грешки в съвременния български: „На кой се обаждаш?“ (вместо „На кого се обаждаш“), „Аз ми се струва“ (вместо „На мен ми се струва“), „Той го няма“ (вместо „Него го няма“).